# Paguristes sanguinimanus
Paguristes sanguinimanus is een tienpotigensoort uit de familie van de Diogenidae. De wetenschappelijke naam van de soort is voor het eerst geldig gepubliceerd in 1938 door Glassell.